# El armario (película)
 El armario es una película de Argentina filmada en blanco y negro dirigida por Gustavo Corrado sobre su propio guion que se estrenó el 3 de mayo de 2001 y que tuvo como actores principales a Jean Pierre Reguerraz (en) y  Pamela Rementería. Fue preestrenada en abril de 1999 en el Festival Internacional de Cine Independiente de Buenos Aires y exhibida en el Festival Internacional de Cine de Mar del Plata del mismo año y en Proyección 2000, Mar del Plata.

## Sinopsis
Un jubilado que es echado del hospedaje donde vive con un armario, su única pertenencia, conoce a una muchacha de la calle y se harán compañía mutuamente.

## Reparto
- Jean Pierre Reguerraz (en)
- Pamela Rementería
- Lelia Dondoglio
- Adolfo Coroa
- Pino Kapp

## Nominaciones
Por este filme, Pamela Rementería fue candidata al Premio Cóndor de Plata otorgado por la Asociación de Cronistas Cinematográficos de la Argentina.

## Comentarios
Pablo O. Scholz en Clarín dijo:

”…(Corrado) no se regodea en los diálogos casuales de sus personajes. Aquí la gente habla poco y lo que dice, más que para contarse historias es para reclamar.”

Juan Carlos Fontana en La Prensa escribió:

”Contó con una buena idea que el director no supo aprovechar…el relato y sus personajes principales parecen ir a la deriva de una historia que no aporta demasiado a los filmes de carácter testimonial.”

Adolfo C. Martínez en La Nación opinó:

”Lúcida mirada sobre la angustia cotidiana. Sin duda Corrado es un admirador del neorrealismo italiano.”

Manrupe y Portela escriben:

”En un tiempo de representaciones literales, una metáfora de la crisis, en la que la imagen prima sobre el diálogo.”